# Цуканова Марія Микитівна
Марія Микитівна Цуканова (нар. 14 вересня 1923 — пом. 15 серпня 1945) — червоноармієць, санітарка 355-го окремого батальйону морської піхоти Тихоокеанського флоту, Герой Радянського Союзу.

## Біографія

Народилася Марія Цуканова 14 вересня 1924 року в селищі Смоленськом, в сім'ї сільського вчителя. Батька вона не знала — він помер за кілька місяців до народження дочки. Вихованням дівчинки займалися мати і вітчим Микола Васильович.
Дитинство і юність пройшли в Красноярському краї, закінчила Таштипську початкову школу і неповну середню школу в селищі Орджонікідзевський Саралінського району Красноярського краю. Працювала там же телефоністкою, з грудня 1941 року санітаркою в госпіталі, евакуйованому з Ростова. Її вітчим і брат пішли на фронт, брат незабаром загинув. Коли госпіталь перевели в інше місце, а їхня сім'я переїхала в Іркутськ, з лютого по червень 1942 року працювала на Іркутськом авіаційному заводі в цеху № 33 учнем обрубщика, приймальником і контролером 4-го розряду.
Без відриву від виробництва пройшла курси санінструкторів і у складі одного з загонів «флотських двадцатип'ятисячниць» (Наказ ДКО СРСР від травня 1942 року про призов в ВМФ 25000 дівчат-добровольців) 13 червня 1942 року була призвана до ВМФ і направлена для проходження служби на Далекий Схід. Служила телефоністкою і дальномірницею в 51-му артилерійському дивізіоні Шкотовського сектора берегової оборони. В 1944 році після закінчення школи молодших медичних спеціалістів Марія була призначена санітаркою 3-ї роти 355-го окремого батальйону морської піхоти Тихоокеанського флоту.

## Подвиг
Під час Радянсько-японської війни 14 серпня 1945 року Марія Цуканова у складі 355-го батальйону морської піхоти брала участь у висадці десанту в корейський порт Сейсін (нині Чхонджін). Під час бою надавала медичну допомогу пораненим, винесла з поля бою 52 поранених десантникІв. Була двічі поранена, але відмовилася покидати поле бою. Взявши в руки автомат, вона дала кілька черг по японцях. Після того, як увечері 15 серпня її роті довелося відступити, Марія Цуканова залишилася разом з групою бійців прикривати відхід. Будучи пораненою, автоматним вогнем знищила понад 90 японців. У непротомному стані потрапила в полон до японців і була ними по-звірячому замучена (її порізали ножами і викололи очі). Після цього японський офіцер відрубав Марії спочатку руки, а потім голову.Похована в братській могилі радянських воїнів у місті Чхонджин
Указом Президії Верховної Ради СРСР від 14 вересня 1945 року «за зразкове виконання завдань командування на фронті боротьби з японськими імперіалістами і проявлені при цьому відвагу і геройство» червоноармійцеві Цукановій Марії Микитівні було присвоєно звання Героя Радянського Союзу (посмертно). З усіх жінок-Героїв Радянського Союзу вона була єдиною, яка одержала це високе звання в ході Радянсько-японської війни.

## Увічнення пам'яті
Навічно зарахована до списків військової частини. Указом Президії Верховної Ради РРФСР від 26 грудня 1972 року село Нижня Янчіхе Хасанського району Приморського краю перейменоване на село Цуканово, а Постановою Ради Міністрів РРФСР № 753 від 29 грудня 1972 року річка Янчіхе, того ж району, перейменована на річку Цуканівка.
Її ім'ям були названі вулиці в містах Омську, Іркутську, Барнаулі, Красноярську, Абакані, Фокіно, селі Таштип Республіки Хакасія, бухта в Японському морі, сопка в Кореї, судно Міністерства рибного господарства, середня школа в селищі Орджонікідзевський Хакаської автономної області і середня школа № 34 міста Іркутськ.
Встановлені пам'ятники в Приморському краї: у Владивостоці на території військово-морського госпіталю ТОФ (автор: О. В. Сушкова, архітектор: В. А. Авшаров) та ЗАТО Фокіно (автор: Л. А. Бартенєв), меморіальні дошки в Іркутську, Фокіно і Владивостоці.
У 1988 році про неї зняли радянсько-корейський художній фільм «Від весни до літа». У Радянському Союзі він називався «Утомлене сонце».

## Образ у мистецтві
- Маша Цуканова — головна героїня фільму «Утомлене сонце» (інша назва — «З весни до літа»; спільний: СРСР і Північна Корея, 1988), в якому її дії щодо участі у радянсько-японській війні інші, ніж у реальності. Роль Маші у фільмі виконала радянська актриса Олена Дробишева.